# Зеттервалль, Хельго
Хельго Зеттервалль (швед. Helgo Zettervall) (21 ноября 1831, Лидчёпинг —— 17 марта 1907, Стокгольм) — шведский архитектор и профессор Шведской королевской академией наук. Наиболее известен как реставратор церквей и других зданий Швеции.

## Биография
После учёбы в Академии художеств он в 1860 году начал работать в Лундском соборе, сменив Карла Георга Бруниуса на посту архитектора собора. Первоначально Зеттервалль занимался лишь текущим ремонтом, но затем он составил план большой реконструкции собора, которая продолжалась с июня 1868 года до ноября 1880 года. Вскоре он берётся ещё за несколько подобных реставраций большого масштаба, таких, как Кафедральный собор Линчёпинга (1877—86), Скарский собор (1886—1894), Уппсальский собор (1885—1893), а также Кальмарский замок (1886—1890).

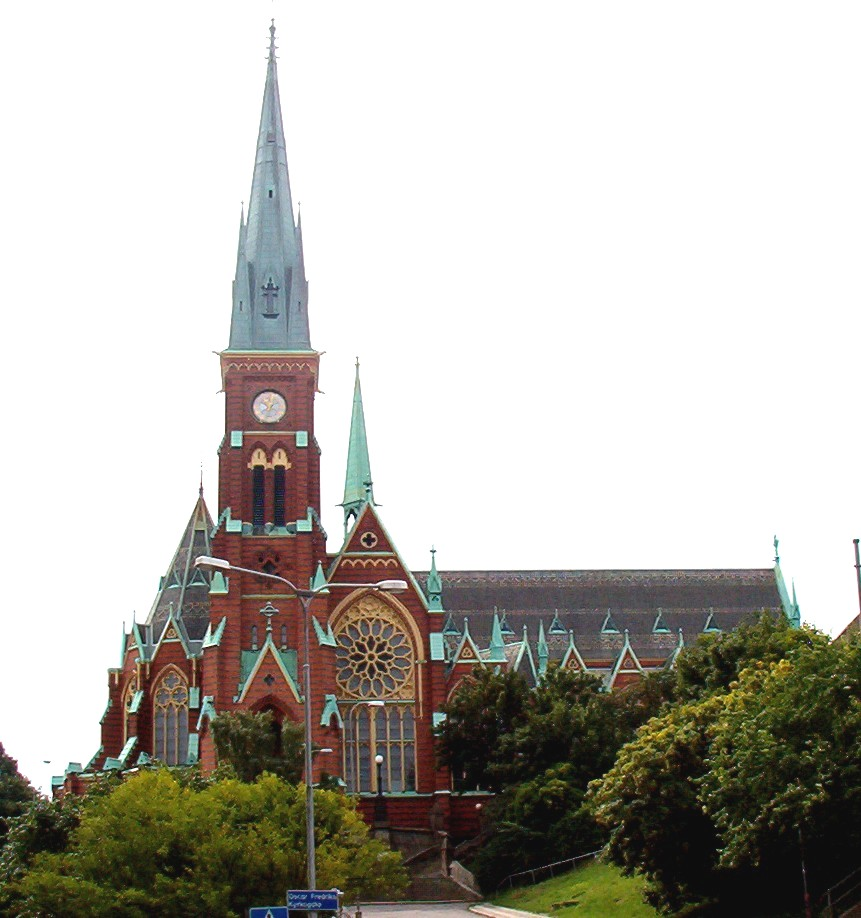
Церковь в Гётеборге

Между 1860 и 1890 годами Зеттервалль был главным сторонником неоготической архитектуры церковных зданий — таких, как в городах Лунде, Гётеборге и Стокгольме. Кроме церковных зданий, известна его реконструкция ратуши в Мальмё.
Его деятельность вызвала много критики. Реставрация Зеттервалля часто не только восстанавливала старое, но и воспроизводила нечто новое, по субъективному взгляду архитектора.
Сын Хельго, Фольке Зеттервалль (швед. Folke Zettervall), также архитектор.